# Vincenzo Delle Donne
Vincenzo Delle Donne (* 1. September 1957 in Mondragone) ist ein deutsch-italienischer Journalist, Autor, Dozent und Übersetzer, der auf Deutsch und Italienisch publiziert.

## Leben
Vincenzo Delle Donne verbrachte seine Kindheit in der kleinen Küstenstadt Mondragone nördlich von Neapel, in dem seine Eltern als Bauern auf dem Land der Familie arbeiteten. Im November 1968 siedelte er zusammen mit seiner Familie ins westfälische Lippstadt über, wo er 1978 als erster italienischer Gastarbeiter-Sohn sein Abitur machte. 1986 erhielt er den vom WDR ausgeschriebenen Journalistenpreis für junge Journalisten mit dem Titel Leben zwischen zwei Kulturen. Nach seinem Universitätsabschluss in Romanistik, Germanistik und katholischer Theologie an der Universität Münster berichtete er aus Italien für die Süddeutsche Zeitung (1989–1997), die Frankfurter Allgemeine Zeitung (1998–2003), die ARD  (1997–2008) und den Tagesspiegel (2003–2008). In verschiedenen Tageszeitungen veröffentlichte Delle Donne Kurzgeschichten, die das Leben der Gastarbeiter in Deutschland zum Thema haben. Delle Donne ist verheiratet, hat zwei Söhne und lebt als freier Autor und Schriftsteller in Lippstadt, Udine und Mondragone.

## Wirken
1992 veröffentlichte Vincenzo Delle Donne als Herausgeber den APA-Guide Der Golf von Neapel. 1993 folgte dann beim Ullstein Verlag eine Biografie über den Anti-Mafia-Richter Giovanni Falcone: Falcone. Die Biografie. Leben und Tod im Kampf gegen die Mafia. „Delle Donnes Buch ist die sorgfältig recherchierte Chronik eines angekündigten Todes“, schrieb beispielsweise Giovanni di Lorenzo in der Süddeutschen Zeitung. Carsten Herz in der Frankfurter Allgemeinen Zeitung meinte: „Das Resultat ist eine Biographie, die sich in weiten Teilen wie ein Kriminalroman liest und ein spannendes und facettenreiches Bild der italienischen Mafia-Ermittlungen zeichnet.“ Die Welt urteilte gar: „So hintergründig und klar hat uns noch keiner Geschichte und Wesen der Mafia erklärt.“ Der Historiker Franco Foraci lobte in der Berliner Tageszeitung schließlich: “Der Klappentext untertreibt, wenn er formuliert, Vincenzo Delle Donnes Biographie sei die „eindringliche und kenntnisreiche Würdigung eines mutigen Mannes“. Sie ist mehr. Sie ist ein tadellos recherchiertes Zeitdokument auch der Ungereimtheiten italienischer Geschichte.”
1995 veröffentlichte Delle Donne ebenfalls beim Ullstein-Verlag die Biographie über den damaligen FIAT-Präsidenten Gianni Agnelli. Ab dieser Zeit lenkte Delle Donne sein Augenmerk hauptsächlich auf kunsthistorische Themen. So veröffentlichte er 2016 das Buch Mein Neapel – intime Biographie einer verschmähten Stadt. Anlässlich des 500. Todestages des Universalgenies Leonardo da Vinci folgte dann 2019 die Leonardo da Vinci-Biographie unter dem Titel Avanti, avanti, Leonardo! Aus dem unheiligen Leben des Universalgenies aus Vinci, die 2021 auch ins Englische übersetzt wurde. 2019 publizierte Delle Donne das Venedig-Buch zur 1.600-jährigen Stadtgeschichte Venedig: Liebe, Leid und Laster.
2024 gab Delle Donne auf Italienisch sein literarisches Debüt mit der Romanbiographie L’ultimo amore di Caruso über den neapolitanischen Startenor Enrico Caruso.

## Schriften (Auswahl)
- (Hrsg.): Der Golf von Neapel (= APA-Guides). RV Reise- und Verkehrsverlag, München [u. a.] 1993, ISBN 3-575-21051-9 (kompl. überarb. Aufl. 1997).
- Falcone. Die Biographie; Leben und Tod im Kampf gegen die Mafia. Ullstein, Berlin/Frankfurt am Main 1993, ISBN 3-550-07193-0.
- Agnelli. Die Biographie. Ullstein, Berlin/Frankfurt am Main 1995, ISBN 3-550-06878-6.